# Hugin & Munin
Hugin & Munin was een Nederlandse private press die heeft bestaan van 1995 tot 2010. 
De naam is ontleend aan de raven van de god Odin, Huginn en Muninn, bekend uit de Noorse mythologie. De kunstenaar Peter Lazarov tekende het drukkersmerk met de raven.

## Geschiedenis
Jan Erik Bouman (1947-2010) kende een aantal drukkers die hij in contact bracht met schrijvers die hij ook kende. Via Ger Kleis van Sub Signo Libelli leerde hij James Purdy (1914-2009) kennen. In 1993 nam hij zelf het initiatief tot het drukken van een werk van Purdy: Kitty Blue, a fairy tale. Het werk kwam tot stand met hulp van diezelfde Ger Kleis en werd gedrukt door Drukkerij Geuze te Dordrecht. Purdy had aan Bouman, wiens woning (Monseigneur van de Weteringstraat 124) uit één grote, hoge kamer in een monumentaal herenhuis bestond, de naam gegeven 'Master of the Ballroom'. Daarom verscheen het boek onder de imprint 'From the ballroom'. Naast werken van Purdy, drukte Bouman ook geregeld werk van de met hem bevriende dichter en schrijver Kees Ouwens (1944-2004). Van deze laatste drukte hij zijn eerste werk onder de naam Hugin & Munin: Voorbereidselen tot de reis naar de zeearmen (1995).
In 1996 verwierf hij de Korrex Stuttgart drukpers van Ben Hosman van de Regulierenpers en drukte hij voortaan alles te Utrecht; alleen voor de grotere projecten werd gedrukt op de persen van de Utrechtse antiquaren van Hinderickx & Winderickx, namelijk een Korrex Berlin met elektrisch inktwerk. Hoe de laatste uitgave van Bouman, Dag en nacht van Valeri Perelesjin tot stand kwam, wordt beschreven in een 'In memoriam' door de vertaler Jan Paul Hinrichs.
Na het overlijden van Bouman in 2010 ging de pers over naar de Boktor-pers te Utrecht.

### Belangrijkste uitgaven
In totaal drukte Bouman, volgens de bibliografie, 29 werken. Daarvan waren er vijf van Ouwens en vier van Purdy. In opdracht van de Utrechtse antiquaar André Swertz drukte hij ook van Gerard Reve La Grâce. Enige aanwijzingen (2002). Verder drukte hij voor bevriende drukkers bijdragen voor de hun aangeboden vriendenboeken.

### James Purdy
Sub Signo Libelli in de persoon van de drukker Ger Kleis, werd in contact gebracht door Johan B.W. Polak met James Purdy. Bij de verschijning van Don't let the snow fall (1985), de eerste uitgave van Purdy in het fonds van Sub Signo Libelli vroeg Kleis aan Bouman, die om persoonlijke redenen naar New York zou vertrekken, om Purdy het eerste exemplaar te overhandigen. Uit dit contact kwam bij SSL een tweede uitgave voort: Are you in the wintertree (1987).
Bouman werkte onder andere mee aan de uitgave van diens korte verhaal Terug naar Rose uit 1994.